# Artèria mesentèrica superior
En l'anatomia humana, l'artèria mesentèrica superior (AMS) sorgeix de la superfície anterior de l'aorta abdominal, just per sota de l’origen del tronc celíac, i subministra sang a l'intestí des de la part inferior del duodè fins a dos terços del còlon transvers, així com el pàncrees.